# Sabine (olive)

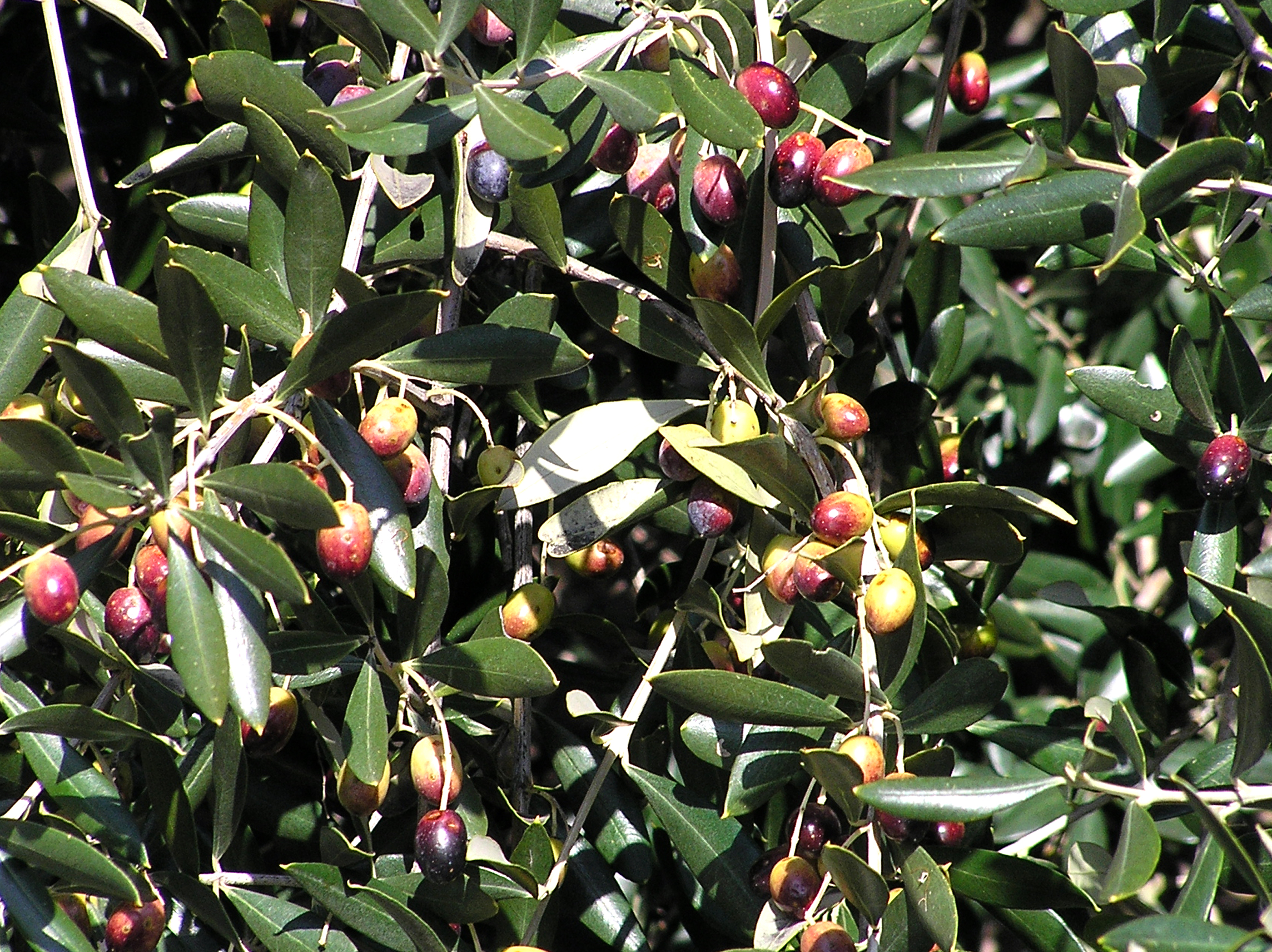
Olives Sabine.

La sabine est une variété d'olive cultivée principalement en Corse. 

## Diffusion
La sabine est principalement cultivée dans la région de Balagne en Haute-Corse, où elle est la principale variété.

## Synonyme
Cette variété est connue sous des noms différents au niveau local : Aliva Bianca et Biancaghja.

## Caractéristiques
De récolte très tardive, l'olive donne, avec 30 %, un pourcentage très élevé en huile. Vulnérable à certains parasites, cette variété est relativement tolérante au froid. 

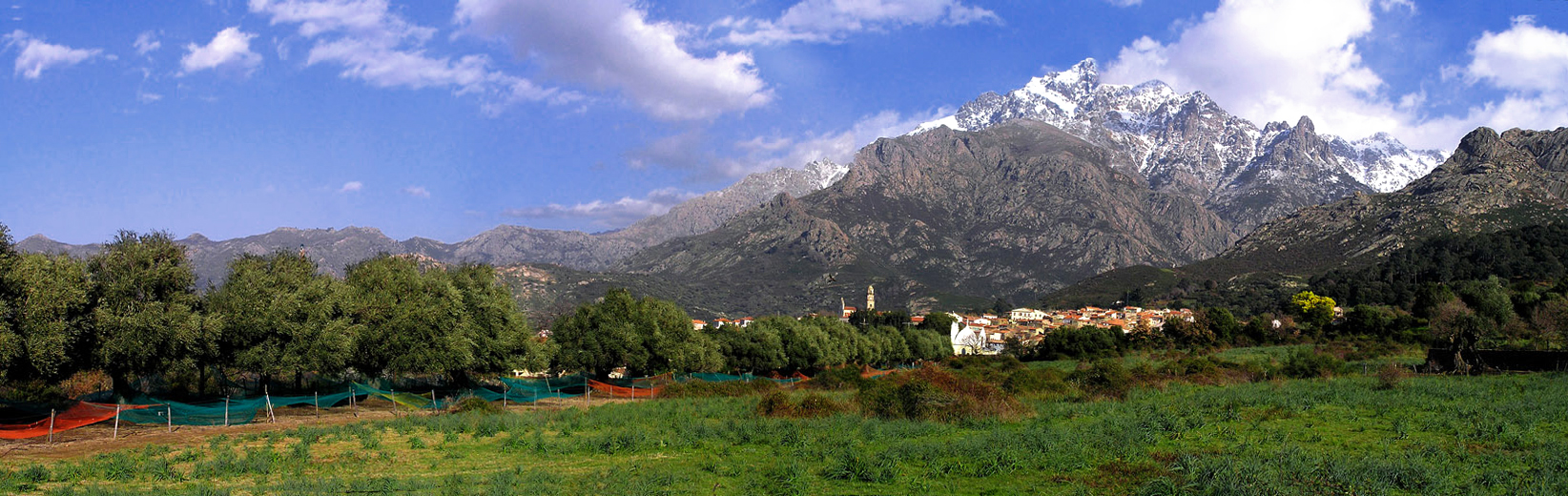
Récolte d'olives à Calenzana.

## Économie

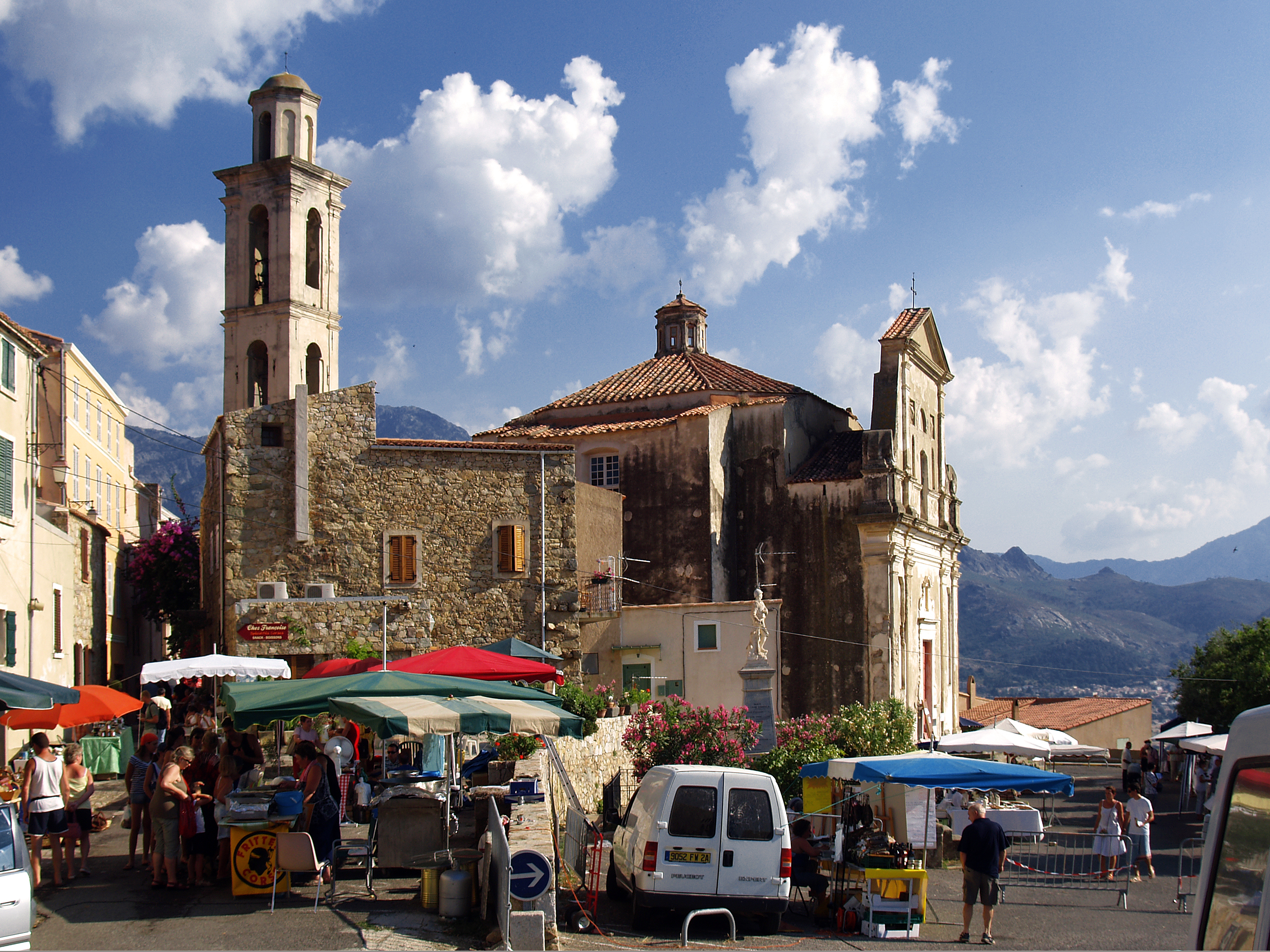
Foire de l'Olivier de Montemaggiore.

Chaque année en juillet, se tient une foire de l'olivier, A Fiera di l’Alivu au village de Montemaggiore (Montegrosso) en Balagne. De nombreux producteurs de l'île viennent exposer et commercialiser leur huile durant le weekend que dure cette foire rurale.
Au programme, on peut assister à des démonstrations de presse avec moulin portatif par la Coopérative Oléicole de Balagne à Montemaggiore et de taille de l’Olivier.